# Max Jansen
Max Jansen, född den 1 maj 1871 i Minden, död den 17 maj 1912 i München, var en tysk historiker.
Jansen blev docent vid Münchens universitet 1902 och extra ordinarie professor 1908. Som huset Fuggers arkivarie kom Jansen att ägna sig åt denna familjs historia. Bland hans arbeten märks Kaiser Maximilian I (1905), Historiographie und Quellen der deutschen Geschichte im Mittelalter (1906), Die Anfänge der Fugger (1907) och Jakob Fugger der Reiche (1910). Han utgav från 1907 Studien zur Fuggergeschichte och från 1910 Görressällskapets Historiches Jahrbuch.